# Ян Мюлдер (футболіст)
Ян Мюлдер (нід. Jan Mulder, нар. 4 травня 1945, Беллінгольде, Нідерланди) — колишній нідерландський футболіст, що грав на позиції нападника.
Виступав за національну збірну Нідерландів. Володар Кубка чемпіонів УЄФА. Володар Суперкубка УЄФА.

## Клубна кар'єра
У дорослому футболі дебютував 1965 року виступами за команду клубу «Андерлехт», в якій провів сім сезонів, взявши участь у 145 матчах чемпіонату. Більшість часу, проведеного у складі «Андерлехта», був основним гравцем атакувальної ланки команди.
1972 року перейшов до клубу «Аякс», за який відіграв три сезони. За цей час виборов титул володаря Кубка чемпіонів УЄФА, ставав володарем Суперкубка УЄФА. Завершив професійну кар'єру футболіста виступами за команду «Аякс» 1975 року.

## Виступи за збірну
1967 року дебютував в офіційних матчах у складі національної збірної Нідерландів. Протягом кар'єри у національній команді, яка тривала 4 роки, провів у формі головної команди країни лише 5 матчів, забивши 1 гол.
| Дата      | Місто     | Господарі  | Результат | Гості      | Турнір            | Голи | Примітки |
| --------- | --------- | ---------- | --------- | ---------- | ----------------- | ---- | -------- |
| 5-4-1967  | Лейпциг   | НДР        | 4 – 3     | Нідерланди | Відбір до ЧЄ 1968 | 1    |          |
| 16-4-1967 | Антверпен | Бельгія    | 1 – 0     | Нідерланди | товариський матч  | -    |          |
| 10-5-1967 | Будапешт  | Угорщина   | 2 – 1     | Нідерланди | Відбір до ЧЄ 1968 | -    |          |
| 5-11-1969 | Амстердам | Нідерланди | 0 – 1     | Англія     | товариський матч  | -    |          |
| 2-12-1970 | Амстердам | Нідерланди | 2 – 0     | Румунія    | товариський матч  | -    |          |
| Усього    |           | Матчів     | 5         |            | Голів             | 1    |          |

## Досягнення

### Командні
- Чемпіон Бельгії:

«Андерлехт»: 1965–66, 1966–67, 1967–68, 1971–72
- Чемпіон Нідерландів:

«Аякс»: 1972–73
- Володар Кубка Бельгії:

«Андерлехт»: 1971–72
- Володар Кубка чемпіонів УЄФА:

«Аякс»: 1972–73
- Володар Суперкубка Європи:

«Аякс»: 1973
| Футболіст | Це незавершена стаття про футболіста. Ви можете допомогти проєкту, виправивши або дописавши її. |